# Buenoa omani
Buenoa omani är en insektsart som beskrevs av Truxal 1953. Buenoa omani ingår i släktet Buenoa och familjen ryggsimmare. Inga underarter finns listade i Catalogue of Life.